# Ophichthus tchangi
Ophichthus tchangi är en fiskart som beskrevs av Tang och Zhang 2002. Ophichthus tchangi ingår i släktet Ophichthus och familjen Ophichthidae. Inga underarter finns listade i Catalogue of Life.